# Uroquinase
A uroquinase é uma enzima proteolítica, retirada da urina humana ou culturas de tecido de rins humanos. É um ativador direto do plasminogênio. Atua convertendo plasminogêneo em plasmina, assim reduz os trombos.
Não é pirogênica nem antigênica, apesar de relatos de reações alérgicas menores. Pode ser usada clinicamente quando um paciente não se adaptou ao tratamento com estreptoquinase por ser alérgico ou quando apresenta uma grande resistência a estreptoquinase (trombolítico).